# Hilo Nord
Pour les articles homonymes, voir Hilo (homonymie).
Hilo Nord, en anglais North Hilo, est un district du comté d'Hawaï, sur l'île du même nom, aux États-Unis. Il couvre une partie des flancs est du Mauna Kea et du Mauna Loa, deux des cinq grands volcans de l'île.